# Kancelářské křeslo

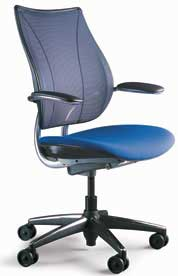
Kancelářské křeslo

Kancelářské křeslo představuje standardní vybavení velké většiny kanceláří či jiných pracoven.
Křeslo má být vyrobeno z kvalitního a příjemného materiálu. Nejčastěji se jedná o dva základní druhy křesel a to sice kancelářské křeslo kožené a kancelářské křeslo čalouněné neboli textilní. Kožené kancelářské křeslo působí velice komfortním dojmem, jeho drobnou nevýhodou může být pro někoho na dotyk nepohodlná a někdy chladivá kůže. Textilní kožené křeslo je však nabízeno v mnoha variacích, které se od sebe liší zejména konkrétní textilií a barvou.
Kancelářské křeslo se skládá z několika částí. Jedná se tak o podvozek s kolečky, dále potom o samotné tělo křesla a opěradlo. Opěradlo musí být dostatečně vysoké, jedině tak je zajištěno pohodlné sezení. Mnohé křesla jsou opatřena i opěrkou pro hlavu, ta má však diskutabilní efektivitu. Většina kancelářských křesel je polohovatelných, znamená to, že je možné je přesně nastavit výšku posezu a sklon opěradla. Nejvhodnější výšku je vhodné zvolit v závislosti na pracovní ploše, respektive podle výšky pracovní plochy stolu. Přihlížet je potřeba i k výšce sedící osoby. Křeslo by mělo být v takové poloze, aby při dlouhodobém sezení působilo ergonomicky na celé tělo. V ideálním případě je vhodné, aby se sedící osoba celými chodidly dotýkala země.

## Rozdíly mezi kancelářskými křesly a židlemi
Hlavní rozdíl tkví v ukotvení opěrek pod ruce, tzv. područek. Kancelářská křesla mají tyto opěrky spojeny pevně s opěrákem na záda a podsedákem. Oproti tomu kancelářské židle mají opěrky volné. Tímto způsobem můžeme rozeznat kancelářské křeslo a kancelářskou židli již na první pohled.
Kancelářská křesla jsou obecně pohodlná pro četbu nebo dlouhodobé sezení. K psacímu stolu nebo k práci na počítači se ale obecně více hodí kancelářské židle. Jejich vlastnosti umožňují individuální nastavení, což kancelářská křesla neumožňují. Kancelářská židle je tedy pro každodenní práci vhodnější. Při užívání židle je vhodné dodržovat pravidla správného sezení.